# Островский, Пётр Францевич
Пётр Францевич Островский (род. 1 января 1936, Белая Церковь, Киевская область) — советский парашютист. Заслуженный мастер спорта СССР (1958). Абсолютный чемпион мира по парашютному спорту, 22-х кратный рекордсмен мира. 15-кратный чемпион СССР.

## Биография
С 1954 года по 1982 год служил в Вооружённых Силах СССР. Принимал участие в испытании парашютных систем и катапульт.
Участник и призёр многих спортивных соревнований (в том числе, общесоюзного и международного уровня). В августе 1958 года победил на соревнованиях по парашютному спорту в Братиславе (и получил звание абсолютного чемпиона мира по парашютному спорту).
В июне 1961 года победил на чемпионате СССР (совершив ночной прыжок на точность приземления с высоты 600 метров, он приземлился в 19 сантиметрах от центра круга).
Выступал за Центральный спортивный клуб армии. В начале 1971 года выполнил 3-тысячный прыжок с парашютом.
В 1974 году П. Островский установил одно из новых рекордных значений в парашютном спорте.
Вышел в отставку в звании гвардии полковник.
Всего совершил 10900 прыжков с парашютом.
Умер в 2000 году. Похоронен в Болграде.

## Награды и звания
Абсолютный чемпион мира по парашютному спорту, 22-х кратный рекордсмен мира. 15-кратный Чемпион СССР.
Имел 46 государственных и спортивных наград.
- Орден «Знак Почёта» (16.09.1960) — за успешные выступления в XVII летних и VIII зимних Олимпийских играх 1960 года, а также за выдающиеся спортивные достижения[8]
- именное оружие (награждён приказом министра обороны СССР А. А. Гречко)[уточнить]